# Podgora (kanton tuzlański)
Podgora – wieś w Bośni i Hercegowinie, w Federacji Bośni i Hercegowiny, w kantonie tuzlańskim, w gminie Sapna. W 2013 roku pozostawała niezamieszkana.